# Mario Bermúdez
Mario Bermúdez (Vilches, Jaén, 1987) es un coreógrafo, bailarín y codirector de la compañía Marcat Dance y del Festival Vildanza. Su trabajo se ha presentado en diversos festivales internacionales y ha sido reconocido con varios premios.

## Reseña biográfica
Mario Bermúdez nació en Vilches, Jaén, en 1987. En 2008 comenzó sus estudios en el Centro Andaluz de Danza en Sevilla. Posteriormente, trabajó con compañías  y continuó perfeccionando su técnica en distintos centros internacionales.

## Trayectoria profesional
Tras completar su formación en Sevilla, Bermúdez comenzó su carrera internacional en Nueva York, donde fue parte de Jennifer Muller/The Works y Gallim Dance entre 2010 y 2012. Posteriormente, se unió a Batsheva Dance Company de Tel Aviv (2012-2016), dirigida por el coreógrafo Ohad Naharin, donde aprendió y ejecutó el método Gaga de movimiento. Durante este tiempo trabajó con destacados coreógrafos como Sharon Eyal, Hofesh Shechter y Roy Assaf.
En 2016, regresó a España para fundar, junto con Catherine Coury, la compañía Marcat Dance, reconocida por su participación en la escena europea e internacional de la danza contemporánea.
Mario ha creado coreografías para otras compañías internacionales como la Compañía Nacional de Danza de España, la Compañía Nacional de Danza de Gales, Hung Dance Taiwan y Scapino Ballet Rotterdam. 
Para Bermúdez la parte formativa es fundamental. Por ello la enseñanza tiene gran peso en su trayectoria habiendo impartido talleres o cursos en instituciones como Universidad de Míchigan (Ann Arbor), National Youth Dance Wales(Cardiff), Take Off Dance, Nuova X (Turin), Conservatorio Superior de Danza María Ávila (Madrid) o Vanguard Body International Workshop (Shanghái), entre otros.

## Marcat Dance
Marcat Dance, con sede en Vilches, Jaén (España), es una compañía centrada en la creación, interpretación y enseñanza de la danza contemporánea. Bajo la dirección de Mario Bermúdez, la compañía ha desarrollado un enfoque característico basado en la exploración de la dinámica corporal, la conexión emocional y la inspiración en culturas, rituales y paisajes de todo el mundo.
Sus obras se han presentado en relevantes festivales internacionales como:
- Festival Jacob´s Pillow (Estados Unidos)[3]
- Festival Prisma (Panamá)[4]
- Festival Madrid en Danza (España)
- Festival Danza en la Ciudad (Colombia)[5]
- Greater Bay Dance Festival (China)

## Creaciones
El repertorio de Mario Bermúdez se caracteriza por abordar temas emocionales, sensoriales y universales. Entre sus principales creaciones se encuentran:
- ‘Alanda’ (2016):[6] Una pieza que explora la libertad y la expansión del movimiento, destacada en el repertorio de Marcat Dance.
- ‘Anhelo’ (2019):[7] Una creación que profundiza en los deseos y aspiraciones humanas.
- ‘Adama’ (2021):[8] Una obra que fusiona elementos de la tierra y la humanidad, reflejando la conexión intrínseca entre ambos.
- ‘El Bosque’ (2022):[9] Una exploración sensorial que invita al espectador a adentrarse en un mundo misterioso y enérgico, lleno de dualidades entre la luz y la oscuridad.
- ‘AVERNO’ (2023):[10] Inspirada en ‘El Infierno’ de Dante, esta obra representa un viaje transformador que busca la reconquista interior, conectando profundamente con las emociones humanas.
- "Afines[11]" (2024): Una celebración de la unión y las conexiones humanas, explorando cómo dos cuerpos comparten un mismo universo. La obra combina elementos rituales con un profundo simbolismo emocional, destacando por su fuerza visual y narrativa.

## Premios y reconocimientos
A lo largo de su carrera, Mario Bermúdez ha obtenido diversos reconocimientos por su labor en danza contemporánea, caracterizada por la exploración de la narrativa corporal como una experiencia universal:
- Premio Talía a la Mejor Coreografía (2024)[12]
- Premio Ojo Crítico de Danza Contemporánea de RNE (2023)[13]
- Premio Max al Mejor Intérprete Masculino de Danza (2023)[14]
- Premio Lorca al Mejor Espectáculo y Mejor Coreografía (2023, 2022, 2021)[15]
- Premio PAD al Mejor Espectáculo de Sala (2021, 2020)[16]

Además, varias de sus obras han sido finalistas Premios Max de las Artes Escénicas: Anhelo recibió tres nominaciones a Mejor Coreografía, mejor Interpretación Masculino y Mejor Interpretación Femenina; Por su parte, El Bosque fue finalista con cuatro nominaciones, incluyendo Mejor Espectáculo de Danza e Interpretación Femenina.